# ساختمان پلاسکو
ساختمان پلاسکو، یک ساختمان تجاری در چهارراه استانبول تهران، ایران است. از اولین ساختمان پلاسکو به‌عنوان نخستین آسمان‌خراش و ساختمان مدرن خاورمیانه یاد می‌شد. این ساختمان ۱۷ طبقه با اسکلتِ فلزی که در سال ۱۳۴۱ گشایش یافته بود، یکی از مهم‌ترین کانون‌های تولید و فروش پوشاک در تهران بود. این ساختمان در روز پنج‌شنبه ۳۰ دی ۱۳۹۵ پس از ۵۴ سال از ساخت بر اثر آتش‌سوزی فرو ریخت و ۵۶۰ واحد تجاری در آن نابود شد. پلاسکو در هنگامی پس از ۳٫۵ ساعت سوختن، فروریخت که هنوز شمار بالایی آتش‌نشان در حال مهار آتش‌سوزی در بیرون و درون ساختمان بودند. پس از این حادثه شهرداری تهران و در رأس آن محمدباقر قالیباف به «قصور» در این حادثه متهم شد. «ناتوانی در مدیریت بحران»، «اختصاص نیافتن بودجه به آتش‌نشانی»، «دادن تنها یک اخطار به ساختمان پلاسکو» و «آوار برداری سطحی به جای زنده یابی» تنها بخشی از انتقادهای گسترده از عملکرد شهرداری تهران در حادثه پلاسکو است.
پلاسکوی نخست، با ۴۲ متر بلندی در هنگام ساخت در سال ۱۳۴۱، بلندترین ساختمان تهران بود و در کنار ساختمان آلومینیوم از نخستین آسمان‌خراش‌های تهران شمرده می‌شد. این ساختمان نماد تهران نوین و معماری مدرن در پایتخت ایران و به عنوان یک نماد شاخص شهری به‌شمار می‌رفت.
با رخ دادن انقلاب اسلامی در سال ۱۳۵۷، القانیان، دارندهٔ ساختمان، همانند بسیاری دیگر از سرمایه‌داران مورد خشم مقام‌های جدید انقلابی قرار گرفت و پس از اعدام با تیرباران، دارایی‌هایش از جمله ساختمان پلاسکو مصادره شده و به بنیاد مستضعفان انقلاب اسلامی داده شدند. در دوران پس از انقلاب ۱۳۵۷، بهره‌گیری‌ای که از ساختمان پلاسکو می‌شد، به ویژه در طبقه‌هایش که کارگاه‌های تولیدی مشغول کار بودند، تناسبی با مجوز استفاده و ظرفیتش نداشته‌است و این با آتش‌سوزی‌اش مرتبط دانسته شده‌است. در مورد آتش‌سوزی، همچنین مالک ساختمان، شهرداری و وزارت تعاون، کار و رفاه اجتماعی به عنوان مقصرها در نگهداری سازه معرفی شدند اما گمانه‌زنی‌هایی پیرامون رخداد انفجار برنامه‌ریزی‌شده در ساختمان نیز منتشر شده بود.
اندکی پس از ریزش ساختمان، کار ساخت پلاسکوی تازه آغاز شد و در دی ۱۳۹۹ اعلام شد که از اردیبهشت ۱۴۰۰، پلاسکوی تازه، کارش را آغاز می‌کند. پارکینگ و پروانهٔ ساخت این سازهٔ جدید از موردهای اختلاف میان شهرداری تهران و بنیاد مستضعفان بودند. رسانه‌ها نیز به موضوع وارد شدند و از طی نشدن مرحله‌های قانونی برای ساخت ساختمان جدید نوشتند و پلاسکوی جدید را «نماد بی‌قانونی» خواندند. با این حال، ساخت کم‌کم به پایان کار رسید و پس از نمایش نما، نقدهایی به معماری سازه وارد شد و نمای بیرونی‌اش به یک شوخی میان مردم تبدیل گشت.

## ساختمان نخست
ساختمان پلاسکو توسط حبیب‌الله القانیان، سرمایه‌دار یهودی، رئیس انجمن کلیمیان تهران و مالک شرکت پلاسکو، از بزرگ‌ترین صنایع پلاستیک‌سازی ایران، ساخته‌شد و نام ساختمان نیز از همین رو برگزیده شده‌است. کار ساخت آن از سال ۱۳۳۹ تا ۱۳۴۱ جریان داشت و در سال ۱۳۴۱ افتتاح شد و با ارتفاع ۴۲ متر در هنگام گشایش بلندترین ساختمان تهران بود تا اینکه در سال ۱۳۴۲ ساختمان بورس تهران با ارتفاع ۶۸ متر عنوان بلندترین ساختمان پایتخت را از پلاسکو گرفت.

دربارهٔ هویت معمار این بنا شبهه‌هایی وجود دارد و گروهی سازندهٔ آن را فردی آلمانی و گروهی دیگر فردی کلیمی می‌دانند. این ساختمان در زمان خود بلندترین بنای ساختمانی در ایران بود و یکی از نمادهای مدرنیتهٔ ایران به‌شمار می‌رفت. در دههٔ ۱۳۴۰ از این ساختمان به‌عنوان «نماد سرمایه‌داری» نام برده می‌شد.

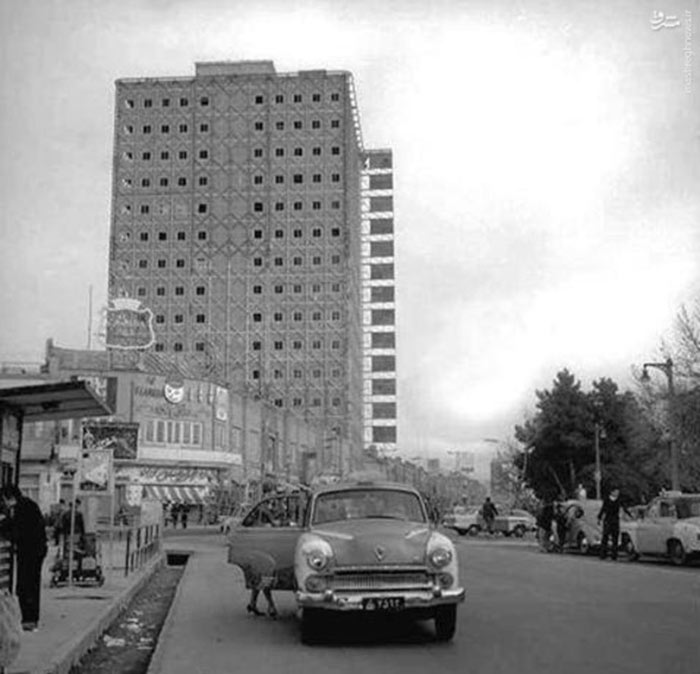
نگاره‌ای از ساختمان در دست ساخت
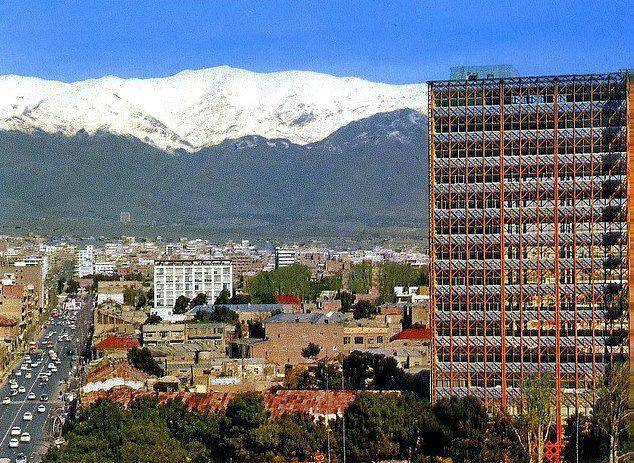
نمایی از ساختمان در هنگام ساخت
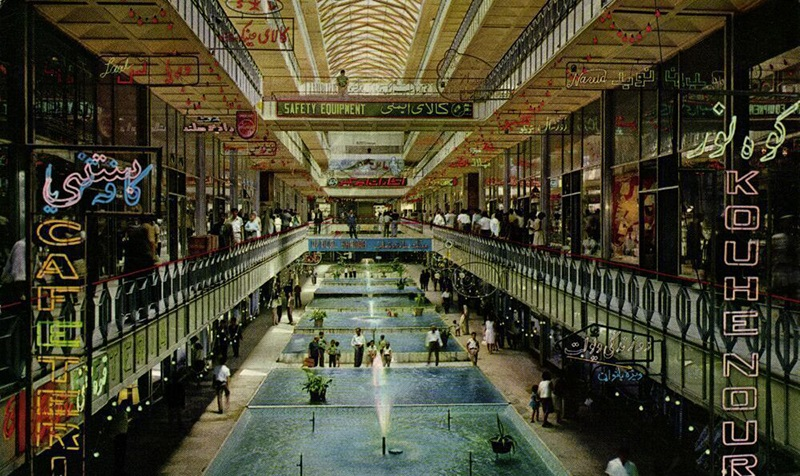
نمای درونی پلاسکو در دههٔ ۱۳۵۰
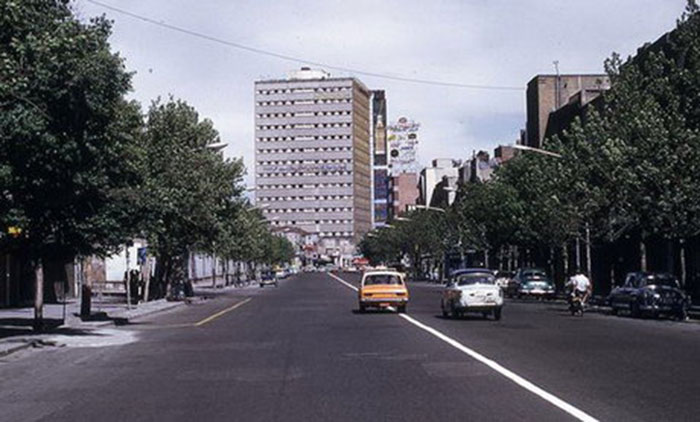
پلاسکو در دههٔ ۱۳۵۰

این ساختمان در یکی از کانون‌های بازرگانی، کار و فعالیت تهران قدیم، تجربه‌ای ویژه و تازه برای خرید و خوش‌گذرانی شهروندان تهران دههٔ ۱۳۴۰ بود. دیگر ویژگی‌های درخور توجه ساختمان در آن دهه، جایگاه مناسب آن (چهارراه استانبول)، بلندی آن (بلندترین ساختمان تهران تا سال‌ها)، تکنولوژیک بودن آن (ساختمان بلند دارای آسانسور و نمای مدرن) و کاربری‌های گوناگون (بازرگانی، تفریحی، خدماتی و رستوران) ساختمان هستند.

### پس از انقلاب ۱۳۵۷

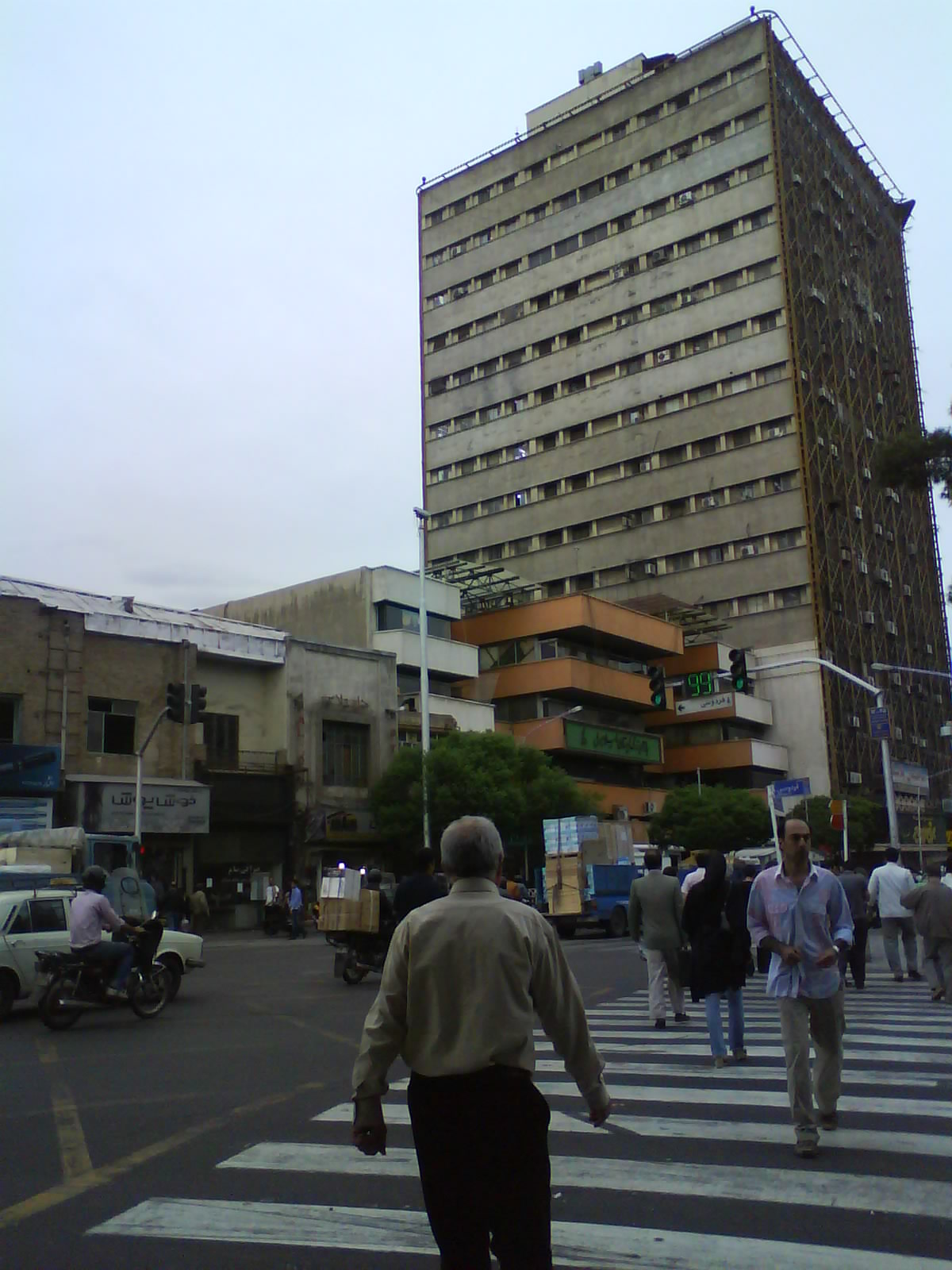
نمایی از ساختمان پلاسکو در سال ۱۳۹۰

با رخ دادن انقلاب اسلامی در سال ۱۳۵۷، القانیان، دارندهٔ ساختمان، همانند بسیاری دیگر از سرمایه‌داران مورد خشم مقام‌های جدید انقلابی قرار گرفت. او در ۲۷ بهمن در تهران بازداشت شد و به زندان قصر انتقال یافت. در ۱۹ اردیبهشت ۱۳۵۸، صادق خلخالی در یک دادگاه ۲۰ دقیقه‌ای او را محاکمه کرد و برایش مجازات اعدام را در نظر گرفت؛ سپس در روز بعد، القانیان به همراه زندانی‌های دیگر در زندان قصر تیرباران شد. همگی دارایی‌های حبیب‌الله القانیان، از جمله ساختمان پلاسکو و ساختمان آلومینیوم، مصادره شده و به بنیاد مستضعفان انقلاب اسلامی داده شدند تا تلاش‌های بازماندگان برای پس گرفتن آنان، سودی نداشته باشد. بنیاد مستضعفان نیز با حفظ مالکیت، همهٔ واحدهای پاساژ پلاسکو را به شکل سرقفلی واگذار کرد.
گروهی از منابع مالک اصلی پلاسکو را حبیب‌الله القانیان می‌دانند که پس از انقلاب ۱۳۵۷ ایران اعدام شد و ساختمان پلاسکو و ساختمان آلومینیم که آن هم متعلق به وی بود، به نفع بنیاد مستضعفان مصادره شدند اما طبق خاطرات محمد یگانه، منتشرشده در مجموعهٔ تاریخ شفاهی دانشگاه هاروارد، هژبر یزدانی، سرمایه‌دار بهایی، هر دو این ساختمان‌ها را در سال ۱۳۵۴ از القانیان خریده بود که پلاسکو با قیمت ۲۰ میلیون تومان آن زمان معامله شد.
در دوران پس از انقلاب ۱۳۵۷، بهره‌گیری‌ای که از ساختمان پلاسکو می‌شد، به ویژه در طبقه‌هایش که کارگاه‌های تولیدی مشغول کار بودند، تناسبی با مجوز استفاده و ظرفیتش نداشته‌است و اگر هم چنین ظرفیتی وجود داشته، نادرست بوده‌است. علی فاضلی، رئیس اتاق اصناف نیز به «تولیدی پوشاک شدن» و وجود حجم بالایی از «مواد اشتعال‌زا» در ساختمان، اشاره کرده بود. به شکل کلی، پس از انقلاب ۱۳۵۷، ساختمان پلاسکو توسط بنیاد مستضعفان مصادره و کم‌کم به مرکز تولید، پخش و فروش پوشاک، عمده‌فروشی و خرده‌فروشی تبدیل گردید. بر پایهٔ گزارشی در بی‌بی‌سی فارسی در بهمن ۱۳۹۵، این ساختمان دارای ۵۹۰ واحد تولیدی و فروشگاه پوشاک بود و طبقه‌های پایین‌تر بیشتر شامل خرده‌فروشی‌ها و طبقه‌های بالایی نیز بیشتر شامل تولیدی و عمده‌فروشی‌ها شده بود. ساختمان لوله‌کشی گاز نداشت و اگرچه به عنوان یک تولیدی و فروشگاه پوشاک به‌طور همزمان پر از مواد قابل آتش‌گرفتن شده بود، کارکنان فروشگاه‌ها بیشتر از بخاری‌های برقی یا گازی یا همانند آنان برای گرم کردن خودشان بهره می‌بردند.
تا سال ۱۳۹۵ بارها شنیده شد که ساختمان قرار است به بهانهٔ بازسازی یا نوسازی خراب شود؛ چیزی که در هر بار با اعلام موضع مخالف از سوی مغازه‌داران و فروشندگان رو به رو می‌شد و این سازه به همان شکل، به زندگی‌اش ادامه می‌داد. مغازه‌داران با دگرسانی نما (بیرونی) ساختمان نیز مخالف بودند. برای ثبت ملی ساختمان نیز تلاش‌هایی شده بود که شکست خوردند. تعمیراتی نیز قرار شده بود بر ساختمان انجام شود اما در پایان، چنین نشد.
ساختمان پلاسکو، پس از بازار تهران، از بزرگ‌ترین و معروف‌ترین بورس پخش پوشاک در تهران بود. پاساژ پلاسکو، یکی از نخستین مراکز خرید مدرن در ایران بود که با بازار سنتی فرق بسیاری داشت؛ مکانی لوکس و بلند که مغازه‌های بسیاری را با ویترین‌های رنگارنگ میزبانی می‌کرد و به همراه رستوران سلف سرویس در بالاترین طبقه و مکان‌هایی برای استراحت مشتریان، به یکی از پر رونق‌ترین مکان‌های اقتصادی ایران تبدیل شده بود. در این مجتمع حدود ۵۶۰ واحد تجاری فعال بود که بیشتر آن‌ها را تولیدی‌های پوشاک تشکیل می‌دادند. سهم اشتغال ساختمان پلاسکو در صنعت پوشاک کشور حدود ۰٫۶ درصد بود که نشانی از نقش بسزای آن در اشتغال بود. با توجه به نزدیک شدن به ایام عید، بیشتر واحدهای تولیدی مشغول به کار بودند تا بتوانند پاسخگوی نیاز شب عید مردم باشند. به گفته ابوالقاسم شیرازی، رئیس اتحادیه تولیدکنندگان و فروشندگان پوشاک، واحدهای تولیدی مجتمع پلاسکو به صورت ۱۰۰ درصد، پوشاک داخلی تولید می‌کردند و ارزش اجناس هر واحد تولید به‌طور میانگین، حدود ۲۰۰ میلیون تومان بوده‌است. نرخ اجاره‌ها و فروش سرقفلی در پاساژ پلاسکو متفاوت بود و ارزش سرقفلی برخی مغازه‌ها به ۴ تا ۵ میلیارد تومان نیز می‌رسید و اجاره بهای برخی از آن‌ها نزدیک ۳۰ تا ۴۰ میلیون تومان در ماه بود.

#### آتش‌سوزی و فروریختن
در صبح پنجشنبه ۳۰ دی ۱۳۹۵، طبقه‌های هشتم و نهم این ساختمان گرفتار آتش شدند و در ساعت ۷:۵۹ نیز آتش‌نشانی تهران گزارش رخداد را دریافت کرد. ساختمان اندکی پس از آتش‌سوزی، در هنگامی که هنوز شماری از نیروهای آتش‌نشانی تهران و شهروندان در آن بودند، ریزش کرد.
بر اثر آتش‌سوزی ساختمان پلاسکو و عملیات‌های آواربرداری پس از آن حدود ۲۳۵ تن مصدوم شدند که برخی از آن‌ها به صورت سرپایی درمان شدند. یکی از آتش‌نشانان حاضر در زمان تخریب به علت شدت سوختگی در بیمارستان درگذشت. همچنین پیکر ۱۵ آتش‌نشان و ۵ شهروند عادی نیز از زیر آوار خارج شد و با این حساب مجموع قربانیان اعلام‌شده از سوی پزشکی قانونی تاکنون ۲۱ نفر می‌باشد. بر پایهٔ اعلام رسمی، شمار مفقودین غیر آتش‌نشان پلاسکو ۱۰ تن بوده‌است که پیکر ۵ تن شناسایی شده‌است. آواربرداری پلاسکو، حدود ۹ روز به طول انجامید و طی آن ۱۹۰۰ کامیون حدود ۲۰ هزار تن خاک و نخاله را از محل خارج کردند.

##### بررسی رخداد

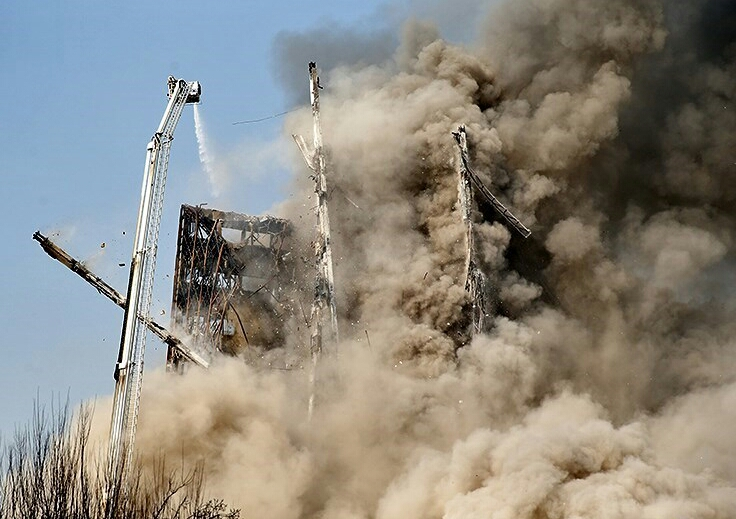
فرو ریختن ساختمان

حسن روحانی در ۱۲ بهمن در حکمی، محمدتقی احمدی رئیس دانشگاه تربیت مدرس را به ریاست «هیئت ویژه گزارش ملّی بررسی حادثه ساختمان پلاسکو» گذاشت و از وی خواست تا در دو ماه «گزارش ملّی» این رخداد را آماده کند.
نشست خبری هیئت تحقیق دربارهٔ رخداد، ۱۹ فرودین ۱۳۹۶ در دانشگاه تربیت مدرس برگزار شد. محمدتقی احمدی در این نشست گفت: «فروریختن ساختمان پلاسکو نمادی از قصور و ناکارآمدی بسیاری از دستگاه‌ها بود، قصور و کاستی‌هایی که چندین دهه بر یکدیگر انباشته شده بود». در این نشست اعضای هیئت ویژه گزارش ملی بررسی حادثه ساختمان پلاسکو، تشکیل نشدن تیم ایمنی در ساختار فرماندهی حادثه را به عنوان ضعف اساسی در فرماندهی حادثه در مقطع قبل از ریزش عنوان کردند. همچنین اعلام کردند که شهرداری تهران در اجرای کامل و به موقع بند ۱۴ ماده ۵۵ قانون شهرداری و تبصره آن کوتاهی داشته‌است.
محمد تقی احمدی، در پاسخ به سؤالی مبنی بر مجهول بودن مقصر رخداد پلاسکو و مشخص شدن درصد قصور دستگاه‌ها یا سازمان‌ها در این حادثه، گفت: «ما در گزارش درصد سهم تقصیر سازمان‌ها را مشخص نکردیم چرا که کار ما نیست؛ قوه قضاییه اگر صلاح ببیند باید تصمیم بگیرد که با توجه به کار تحقیقی که خودشان انجام داده‌اند و نتایج گزارش ما مقصر یا مقصران حادثه را مشخص کند.» وی گفت: «مالک ساختمان، شهرداری، وزارت تعاون، کار و رفاه اجتماعی بیشترین ارتباط را با ساختمان پلاسکو و نگهداری و ایمنی آن داشتند که قبل از ریزش ساختمان می‌توانستند بهتر عمل کنند؛ قصور بقیه سازمان و دستگاه‌ها در رده پایین‌تری قرار دارد.»
گونهٔ ریزش کف‌ها، شک‌هایی را دربارهٔ احتمال رخداد انفجار در ساختمان به وجود آورد که در گزارش حادثه، چنین احتمالی رد شد و اعلام شد که نشانی از انفجار برنامه‌ریزی‌شده در ساختمان یافت نشده‌است. اما این گزارش با نقدهایی نیز روبرو شده‌است؛ در نمونه‌ای، اقبال شاکری رئیس کمیته عمران شورای شهر تهران دربارهٔ این گزارش گفت: «به نظرم این یک گزارش در سطح ملی نبود و انتظار بیشتری از این کمیته داشتیم». گزارشی دیگر در بی‌بی‌سی فارسی می‌گفت: «سازهٔ فلزی این ساختمان باعث شده بود که برخی برای آن عمر دویست ساله پیش‌بینی کنند اما این ساختمان بعد از پنجاه و چهار سال فروریخت. اینکه آتش‌سوزی چقدر به ساختار بنا آسیب زده و باعث فروریختن آن شده روشن نیست؛ اما این ساختمان، گویی کاملاً مهندسی و برنامه‌ریزی شده، فقط در خود فروریخت».
معاون بنیاد مستضعفان پس از این رخداد، مقاومت ساختمان را ستود و اعلام کرد «اگر حریق همان موقع خاموش می‌شد این بلا سر پلاسکو نمی‌آمد»؛ همچنین اعلام شد که استاندارد مقررات ملی ایران در هنگام این رخداد، برای یک ساختمان فلزی نزدیک به دو ساعت در آتش‌سوزی است، اما ساختمان پلاسکو با حرارات بالای ۷۰۰ درجه‌ای، سه ساعت در آتش‌سوزی دوام آورده‌است و این داغی در مرکزها تا هزار و ۴۰۰ درجه نیز بوده‌است.

## ساختمان جدید

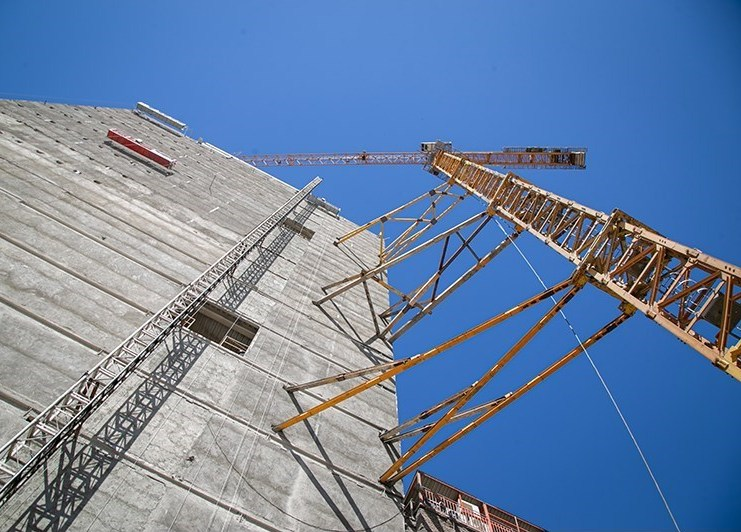
ساختمان جدید در فروردین ۱۴۰۰ پیش از اجرای پایانی نما

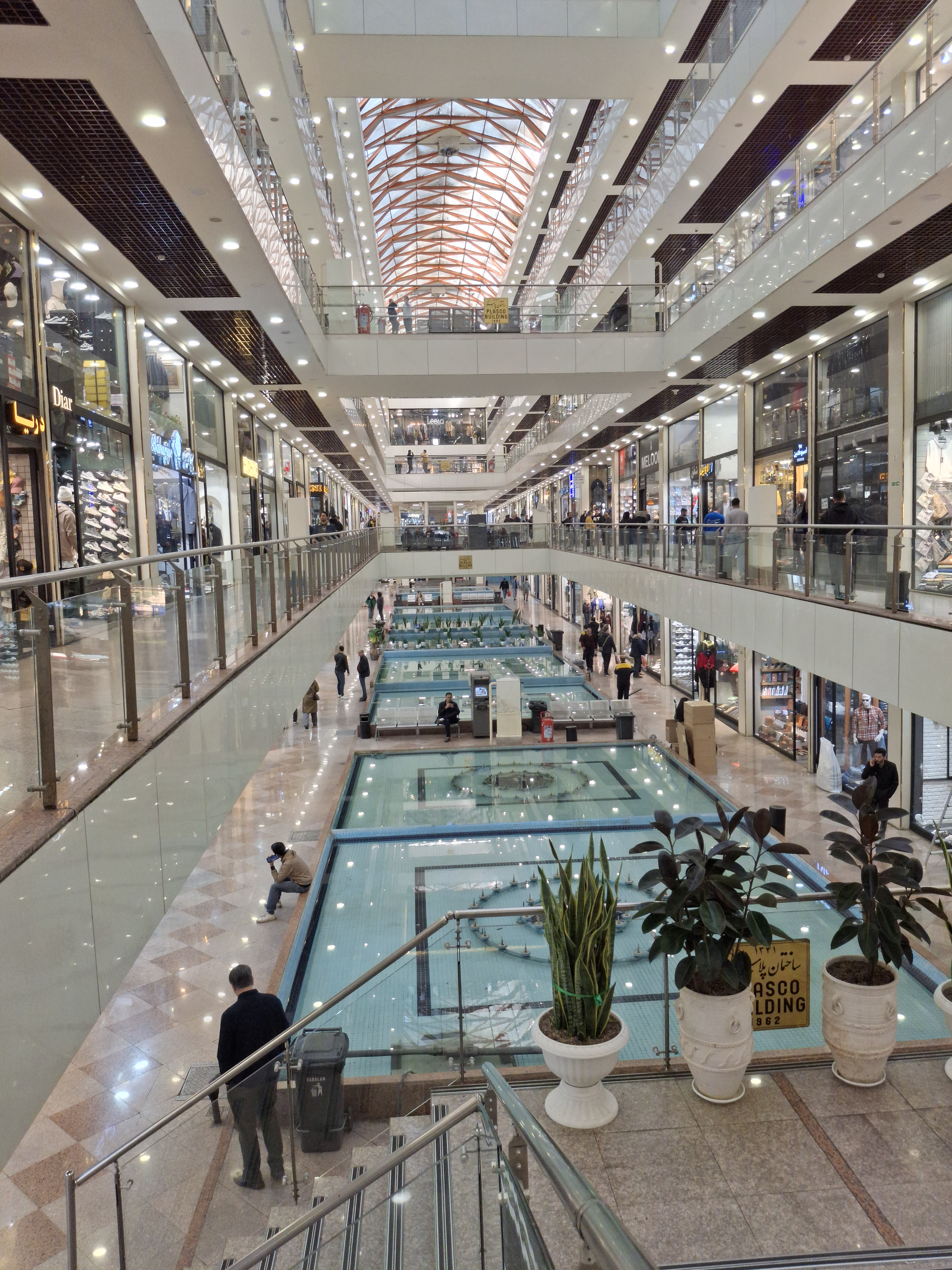
نمای داخلی ساختمان جدید

ساختمان جدید در مدت ۳۰ ماه در ۲۰ طبقه و با زیر بنای ۲۰ هزار متر توسط بنیاد مستضعفان احداث و ۲۰ اسفند ۱۴۰۰ افتتاح شد. در نمای پلاسکوی جدید از بتن تقویت شده با الیاف شیشه استفاده شده‌است. ساختمان جدید دارای ۳۴۶ واحد کسبی است و هر طبقه از ساختمان پلاسکو دارای ۱۰۰۰ متر زیربنا است.
با وجود اختلاف شهرداری و بنیاد مستضعفان بر سر مجوز ساخت پلاسکو، این ساختمان نیز همچون بسیاری دیگر از املاک متعلق به نهادهایی که به‌طور مستقیم زیر نظر رهبر ایران فعالیت می‌کنند، بدون طی مراحل قانونی و اداری معمول در دست ساخت قرار داشته‌است. پارکینگ و پروانهٔ ساخت از موردهای اختلاف میان شهرداری و بنیاد مستضعفان بودند.

## معماری و ویژگی‌های سازه

### ساختمان نخستین
روشن نیست که آرشیتکت نخستین ساختمان پلاسکو، چه شخصی بوده‌است. ساختمان هفده طبقهٔ پلاسکو به عنوان نماد ورود تهران به دورهٔ مدرن شناخته می‌شد. ساختمانِ نخست در دو سال ساخته شد و در سال ۱۳۴۱ گشایش یافت. یک رستوران نیز در طبقهٔ بالای این ساختمان ۴۲ متری قرار داشت. مساحت این ساختمان ۲۹ هزار متر مربع بود و معماری درونش در دورهٔ کارکردش، با دیگر ساختمان‌های هم‌رده فرق می‌کرد. همچنین این، نخستین ساختمان بلند با سازهٔ فلزی و دارای آسانسور بوده‌است و در طبقهٔ پایینی آن، حوض‌هایی با اندازهٔ بزرگ ساخته شده بود. معماری ساختمان در دو بخش ۱۵ و ۵ طبقه طراحی گردید و سازه بر این پایه شکل گرفت. سقف بلند سازه و دیزاین دایره‌وار آن، گردش و دیدن ویترین فروشگاه‌ها را بسیار آسان ساخته بود. راه پله‌های ساختمان نیز به سبک قدیم ایران، موزاییکی و دارای لبه‌هایی فلزکوبی شده بودند.
متراژ زیربنای ساختمان پلاسکو ۲۹ هزار متر مربع بود و طبقه‌های اول تا چهارم مساحت بیشتری نسبت به دیگر طبقه‌ها داشتند. سازهٔ ساختمان نخست پلاسکو تمام‌فولادی بوداست و نمای بیرونی‌اش نیز کلاف‌کشی و با فولاد بسته شده بود؛ با چنین روش ساختی، عمر مفید این سازه را ۲۰۰ سال تخمین می‌زدند. در ابتدای گشایش، تهیه‌کنندگان فیلم و شرکت‌هایی در نخستین طبقه‌ها دفتر گرفته بودند اما کم‌کم از ساختمان رفتند. بیشتر واحدهای نخستین ساختمان پلاسکو با گذشت زمان و در سال‌های پایانی عمر سازه، به کارگاه‌های تولیدی تبدیل شدند که با کاربری آن، هم‌خوانی نداشته‌است. از نمای سپید و سرخ سال‌های نخستین برج پلاسکو و مجسمهٔ تبلیغی «کانادا درای» نارنجی‌رنگ که روی برج نصب شده بود، در سال‌های آخر، تنها قطعه‌هایی فلزی باقی ماند بود. تا پایان عمر سازه، ساختمان پلاسکو هنوز تا فاصله‌ای قابل توجه از هر سو دیده می‌شد.
معماری ساختمان پلاسکو همانند حرف L انگلیسی بود و همین بانی آن شد که ریزش ساختمان تنها در قسمت عمودی و برجی رخ دهد و به مغازه‌های پخش پوشاک قرار گرفته در بخش افقی سازه، خسارت چندانی وارد نشود.

### ساختمان جدید
ساختمان تازهٔ پلاسکو ۲۰ طبقه‌ای و دارای ۵ طبقه در زیر و ۱۵ طبقه در روی زمین است. در مورد پیشنهاد معماری‌های ایرانی و اسلامی برای سازهٔ جدید، نقدهایی وارد شد. مدیر پروژه نیز دربارهٔ ساختمان تازه گفت: «سازهٔ جدید، فلزی و کاملاً پیچ و مهره‌ای است که با ساختمان پیشین پلاسکو که در حادثه دو سال پیش کمتر آسیب دیده تلفیق می‌شود و به حالت سنتی و مدرن در خواهد آمد».
در سال ۱۳۹۹، جماران از «دخالت افراد کم صلاحیت در امر طراحی» نوشت و حمید ضیائیان، معمار، باور داشت که طرح‌های برگزیده برای ساخت ساختمان جدید، هیچ‌کدام به بافت تاریخی منطقه و اثرهای پیرامون، توجه نداشته‌اند. توجه‌ها به طراحی تنها شامل معماران نشد؛ مردم عادی نیز آغاز به ساختن جوک با آن کردند و در نمونه‌ای، طراحی ساختمان را همانند رنده دانستند. این طراحی در میان کاربران شبکه‌های اجتماعی صدای زیادی کرد و جدا از رنده‌وار بودنش، مورد انتقاد شماری بسیار از مهندس‌های معمار و سازه قرار گرفت.

## در نگاه دیگران
- شهرزاد القانیان، نوه حبیب القانیان، مدعی است که در زمان ساخته‌شدن ساختمان پلاسکو، سید محمود طالقانی با ساخته‌شدن بلندترین ساختمان ایران توسط یک یهودی، مخالفت و ابراز نارضایتی کرده بود.[۴۸] خانوادهٔ طالقانی، مخالفت وی با ساخت ساختمان پلاسکو را تکذیب کرده و آن را ادعایی بدون مدرک می‌دانند.[۴۹]
- به گزارش ایران اینترنشنال، ساختمان نخست پلاسکو، «با خاطره بسیاری از تهرانی‌ها یا آن‌هایی که گذرشان به چهارراه استانبول افتاده گره خورده بود».[۱۹]
- به گزارش بخش فارسی دویچه وله، «ساختمان پلاسکو برای خیلی‌ها در تهران یادگاری از دوران جوانی یا کودکی است. برای طراحان شهری و معماران نماد یک دوره از معماری در ایران است. اولین بنای بلند تهران با اسکلت فلزی که ورود به دوره‌ای جدید را نوید می‌داد. این بنا بعد از نیم قرن، ارزشی ویژه داشت و کاستی‌های بسیار.» در همین گزارش، حمید عرفانیان گفت «پلاسکو با مشخصات فنی و ضوابط آن زمان طراحی و اجرا شده بود؛ مشخصاتی متناسب با شرایط اقتصادی و اجتماعی آن زمان».[۲۲]
- بر پایهٔ گزارشی در بی‌بی‌سی فارسی، ساختمان پلاسکو بخشی از تاریخ و هویت تهران بوده‌است.[۲۳]
- احمد محیط طباطبایی، کارشناس میراث فرهنگی تهران به خبرآنلاین گفت: «عمر این ساختمان ۵۵ سال بود. اما از نظر خاطره و حافظه تاریخی بسیار ارزشمند بوده و جزو یادگارهای دورهٔ مدرنیته به‌شمار می‌رفت».[۲۴]

### دیگر منابع
- «ساختمان پلاسکو دیگر وجود ندارد». خبرگزاری فارس. ۳۰/۱۰/۹۵. دریافت‌شده در ۱۹ ژانویه ۲۰۱۷. تاریخ وارد شده در |تاریخ= را بررسی کنید (کمک)
- «سفارتخانه‌های آلمان، انگلیس و ترکیه تخلیه شدند». خبرگزاری تسنیم (شناسه خبر: ۱۳۰۱۳۳۶). ۱۹ ژانویه ۲۰۱۷. دریافت‌شده در ۱۹ ژانویه ۲۰۱۷.
- «اخبار لحظه به لحظه از حادثه فروریختن پلاسکو». خبرگزاری تسنیم (شناسه خبر: ۱۳۰۱۲۷۱). دریافت‌شده در ۱۹ ژانویه ۲۰۱۷.
- «پلاسکو، یادگار 53 ساله تهران مدرن». ایسنا (شناسه خبر: ۹۴۰۸۱۱۰۶۵۰۲). ۱۱ آبان ۱۳۹۴. دریافت‌شده در ۱۹ ژانویه ۲۰۱۷.
- «دستور رئیس‌جمهوری به وزیر کشور در پی حادثه آتش‌سوزی و فروریزی ساختمان پلاسکو». پایگاه اطلاع‌رسانی ریاست جمهوری اسلامی ایران (شناسه خبر:۹۷۳۱۷). ۳۰ دی ۱۳۹۵. دریافت‌شده در ۱۹ ژانویه ۲۰۱۷.
- «ساجدی‌نیا: مردم نگران اموالشان نباشند/ حضور تیم‌های تشخیص هویت در محل حادثه». خبرگزاری تسنیم (شناسه خبر: ۱۳۰۱۹۲۴). ۳۰ دی ۱۳۹۵. دریافت‌شده در ۲۰ ژانویه ۲۰۱۷.
- «پیام تسلیت رئیس‌جمهوری ترکیه به مناسب سانحه ساختمان پلاسکو تهران». خبرگزاری ایرنا (شناسه خبر:۸۲۳۹۳۹۹۳(۵۷۸۶۵۳۷)). حسن فاخری. ۳۰ دی ۱۳۹۰. دریافت‌شده در ۲۰ ژانویه ۲۰۱۷. پارامتر |first1= بدون |last1= در Authors list وارد شده‌است (کمک)
- «نخست‌وزیر پاکستان حادثه غمبار ساختمان 'پلاسکو' را تسلیت گفت». خبرگزاری ایرنا (شناسه خبر:۸۲۳۹۴۱۵۸(۵۷۸۶۷۲۹)). محمدرضا منافی. ۱ بهمن ۱۳۹۵. دریافت‌شده در ۲۰ ژانویه ۲۰۱۷. پارامتر |first1= بدون |last1= در Authors list وارد شده‌است (کمک)

- «ELQĀNIĀN, ḤABIB». Encyclopædia Iranica. فوریه ۵, ۲۰۱۳. دریافت‌شده در ۲۰ ژانویه ۲۰۱۷.